# Intégrité de surface
L'intégrité de surface est l'état de surface d'une pièce après avoir été modifiée par un procédé de fabrication. Le terme a été inventé par Michael Field et John F. Kahles  en 1969.
L'intégrité de surface d'une pièce ou d'un élément modifie les propriétés du matériau. Les conséquences des modifications de l'intégrité de surface sont un problème de conception mécanique, mais la préservation de ces propriétés est une considération de fabrication.
L'intégrité de surface peut avoir un impact important sur la fonction d'une pièce : par exemple, l'Inconel 718 peut avoir une limite de fatigue aussi élevée que 540 MPa après une légère étape de rectification ou aussi bas que 150 MPa après l'électro-érosion (EDM).

## Définition
L'intégrité de la surface comporte deux aspects:
- les caractéristiques de la topographie.
- les caractéristiques de la couche de surface (l'épaisseur de la couche de surface est variable en fonction du matériau étudié et des procédés employés mais on considère généralement la partie affectée comme étant de l'ordre de 100 à 300 µm).

La topographie est composée de rugosité de surface, de défaut d'ondulation et d'erreurs de forme. Les caractéristiques de la couche de surface, qui peuvent changer au cours du traitement, sont: l'état de déformation plastique, l'état de contraintes résiduelles, les fissures, la dureté, le sur-vieillissement, les changements de phase, la recristallisation, l'attaque intergranulaire et la fragilisation par l'hydrogène. Lorsqu'un procédé de fabrication traditionnel est utilisé, tel que l'usinage, la couche de surface subit une déformation plastique locale,.
Les procédés qui affectent l'intégrité de la surface peuvent être facilement divisés en trois classes:
- les procédés traditionnels.
- les procédés non traditionnels.
- les traitements de finition.

Les procédés traditionnels sont définis comme des procédés où l'outil entre en contact avec la surface de la pièce comme le meulage, le tournage, le fraisage, le perçage, l'alésage... Ces procédés n'endommageront l'intégrité de la surface que si des paramètres inappropriés sont utilisés, tels que des outils trop usés, des vitesses d'avance trop (ou pas assez) élevées, un liquide de refroidissement ou une lubrification inadéquats ou, dans le cas du meulage, une dureté incorrecte de la meule. Les procédés non traditionnels sont définis comme des procédés où l'outil n'entre pas en contact avec la pièce: des exemples de ce type de procédés comprennent l'électro-érosion, l'usinage électrochimique et l'usinage chimique. Ces procédés produiront une intégrité de surface différente selon la façon dont ils sont contrôlés: par exemple, ils peuvent laisser une couche de surface à l'état de contraintes résiduelles nulle, une surface refondue ou une rugosité de surface excessive. Les traitements de finition sont définis comme des procédés qui annulent les finitions de surface conférées par des procédés traditionnels et non traditionnels ou améliorent l'intégrité de la surface. Par exemple, la contrainte résiduelle de compression peut être améliorée (entendre que l'on augmente l'intensité du pic de compression de la contrainte) par grenaillage ou par galetage ou la couche de refonte laissée par EDM peut-être éliminée par usinage chimique.
Les traitements de finition peuvent affecter la surface de la pièce de différentes manières. Certains nettoient et/ou éliminent les défauts, tels que les rayures, les pores, les bavures ou les imperfections. D'autres procédés améliorent ou modifient l'apparence de la surface en réduisant la rugosité, la texture ou la couleur. Ils peuvent également améliorer la résistance à la corrosion, la résistance à l'usure et/ou réduire le frottement. Les revêtements sont un autre type de traitement de finition qui peut être utilisé pour plaquer un matériau coûteux ou rare sur un matériau de base moins coûteux.

## Variables
Les procédés de fabrication ont cinq variables principales:
- la pièce.
- l'outil.
- la machine-outil.
- l'environnement.
- les variables du procédé.

Toutes ces variables peuvent affecter l'intégrité de la surface de la pièce  en produisant:
- des températures élevées impliquées dans divers procédés d'usinage.
- des déformation plastique dans la pièce (qui vont induire un certain état de contraintes résiduelles dans la couche de surface).
- une géométrie de surface (rugosité, fissures, distorsion).
- des réactions chimiques, en particulier entre l'outil et la pièce.